# Anschlag in Essen 2016
Am 16. April 2016 wurde ein Sprengstoffanschlag auf das Gebetshaus der Sikh-Gemeinde Gurdwara Nanaksar in Essen verübt, bei dem drei Menschen verletzt wurden. Die Tat wurde von zwei Jugendlichen begangen, die deswegen zusammen mit einem ebenfalls jugendlichen Komplizen vom Landgericht Essen zu langjährigen Freiheitsstrafen verurteilt wurden.

## Anschlag
Gegen 19 Uhr am Samstag, dem 16. April 2016, wurde ein Sprengsatz während einer Hochzeitsfeier auf das Gemeindehaus der Sikh-Gemeinde in Essen geworfen. Drei Menschen wurden durch die Detonation verletzt. Zwei Männer wurden mit leichten Verletzungen behandelt, der Priester trug schwere Verletzungen davon. Mehr als 100 Mitglieder der Festgesellschaft waren zum Zeitpunkt des Anschlages noch im Gebäude, die meisten in anderen Räumen und die übrigen Teilnehmer schon in einem nahegelegenen Festsaal. Durch diesen Umstand gab es verhältnismäßig wenige Verletzte. Der Anführer Yusuf T. will die eigentliche Idee des Komplizen die Bombe im Essener Hauptbahnhof zu zünden verworfen haben, da dabei zu viele unschuldige Muslime hätten Opfer werden können, also sind sie mit öffentlichen Verkehrsmitteln ins Einkaufszentrum Limbecker Platz gefahren. Den mit Sprengstoff präparierten Feuerlöscher trug Yusuf T. dabei in einem schwarzen Rucksack. Die „kapitalistischen Läden und die Menschenmassen“ schienen ihnen als perfektes Ziel, deshalb überlegten sie, die Bombe in der Nähe eines Aufzugs zu platzieren. Da jedoch auch hier viele Muslime waren, haben sie das Einkaufszentrum verlassen und sind zu dem abschließenden Ziel, das Gemeindehaus der Sikh-Gemeinde in Essen, gefahren.

## Täter
Die Ermittlungskommission der Polizei wurde auf mehr als 20 Mitarbeiter aufgestockt. Die Polizei bezeichnete den Anschlag als „Terrorakt“.
Die Ermittlungen konzentrierten sich ab dem 20. April 2016 auf zwei Jugendliche aus der salafistischen Szene Nordrhein-Westfalens. Der Hauptverdächtige Yussuf T. aus Gelsenkirchen hatte sich am späten Abend des 20. April der Polizei gestellt. Er nannte den Namen seines mutmaßlichen Mittäters. Ein Spezialeinsatzkommando nahm den zweiten Verdächtigen Mohammed B. am 21. April 2016 in seinem Essener Elternhaus fest.
Bei der Auswertung von Daten soll die Polizei Hinweise gefunden haben, wonach Yusuf T. mit dem „Islamischen Staat“ sympathisierte. Er soll enge Verbindungen zur islamistischen Lohberger Brigade aus Dinslaken gehabt haben. An Ständen der Koranverteilungskampagne in Deutschland („Lies!“) soll er Verteilungen des Korans organisiert haben.
Kurzzeitig wurde ein dritter Jugendlicher in Gewahrsam genommen. Die Ermittler gehen davon aus, dass die Jugendlichen die Tat nicht allein geplant hatten.
Beide Personen waren dem Verfassungsschutz Nordrhein-Westfalen bekannt und in der Vergangenheit als Extremisten aufgefallen.
Das Landgericht Essen verurteilte die zwei Attentäter im März 2017 wegen Mordversuchs und gefährlicher Körperverletzung zu Jugendfreiheitsstrafen von sieben Jahren bzw. sechs Jahren und neun Monaten und ihren Komplizen wegen Verabredung zum Mord zu einer Jugendfreiheitsstrafe von sechs Jahren. Die Verteidigung kündigte an, Revision einzulegen.

## Nachwirkungen
Trotz des Anschlages hielt die Gemeinde an ihrer bereits seit langem geplanten Nagar-Kirtan-Prozession durch die Innenstadt Essens am 23. April 2016 fest. Jedoch erfolgte in enger Absprache der Sikh-Gemeinde mit der Polizei und der Stadt die Entscheidung, den Zielort der Prozession zu ändern.
Rund tausend Teilnehmer nahmen an der Prozession teil. Bei der Prozession wurde die heilige Schrift der Sikhs Guru Granth Sahib mitgeführt.

## Bewertungen
Die Tageszeitung kritisierte, dass sich die Aufmerksamkeit der deutschen Öffentlichkeit nach dem Attentat sehr im Rahmen hielt. „Der Anschlag von Essen zeigt eins: Es gibt in Deutschland gewachsenen islamistischen Terror, der sich auch durch Taten im Inland äußert. Er hat nicht immer große Ziele im Visier wie den Bundestag, einen Hauptbahnhof oder eine deutsche Einkaufsstraße. Der islamistische Terror kann sich auch gegen Minderheiten richten. Es gibt 13.000 Sikhs in Deutschland. Sie sind ein Teil der Gesellschaft und exponieren sich nicht durch radikale Ansichten.“